# Polysyncraton papyrus
Polysyncraton papyrus är en sjöpungsart som beskrevs av Kott 200. Polysyncraton papyrus ingår i släktet Polysyncraton och familjen Didemnidae. Inga underarter finns listade i Catalogue of Life.